# Naturparkinformationsstelle Kleiner Johannes

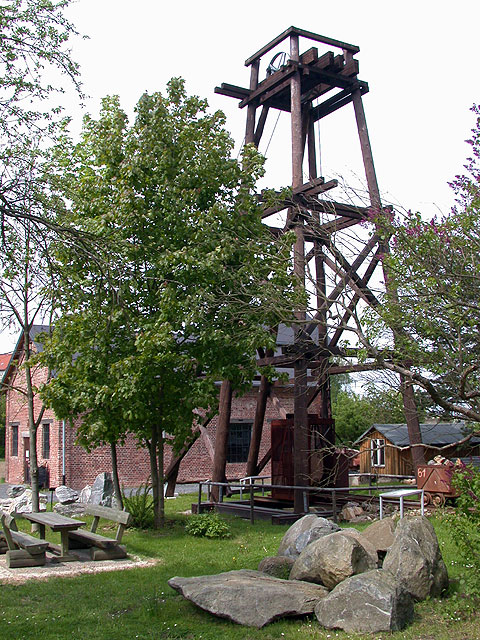
Rekonstruiertes Fördergerüst auf dem Gelände der ehemaligen Zeche

Die Naturparkinformationsstelle Kleiner Johannes ist eine Infostelle des Naturparks Fichtelgebirge in der oberfränkischen Stadt Arzberg. Als Schaubergwerk ist das Gelände der ehemaligen Zeche Kleiner Johannes Ausstellungsort der Geschichte des lokalen Bergbaus.
Der Abbau von Eisenerz ist eng mit der Geschichte der Stadt Arzberg verbunden und hatte bis um 1400 eine Blütezeit. Das Erz wurde sowohl im Tagebau als auch aus verschiedenen Stollen hauptsächlich zwischen Arzberg und Röthenbach gewonnen. Die Hussitenkriege führten zum Rückgang der bergbaulichen Aktivitäten, vor allem der Dreißigjährige Krieg brachte ein vorläufiges Ende des Abbaus. Lokale Unternehmer erzielten im ausgehenden 17. Jahrhundert erneut Erfolge und unter preußischer Verwaltung sorgte Alexander von Humboldt mit technischen und sozialen Verbesserungen für das Fortbestehen. Vor dem Ersten Weltkrieg wurden die letzten Bergwerke stillgelegt. Zwischen 1937 und 1941 erfolgte mit dem Betrieb der Zeche Kleiner Johannes der letzte Abbau.
Als Informationsstelle ist das Gelände der ehemaligen Zeche mit seinen Gebäuden und verbliebenen Gerätschaften wie dem rekonstruierten Fördergerüst zugänglich. Ausgestellt sind die geologischen Besonderheiten der Region und die Geschichte des Bergbaus der unmittelbaren Umgebung. Die Ausstellung wurde vom Arbeitskreis Bergwerk der Ortsgruppe des Fichtelgebirgsvereins entwickelt. Sie ist Teil des Geoparks Bayern-Böhmen. Die Infostelle ist im Ort in einen Humboldt-Rundweg eingebunden. Humboldt wohnte mehrere Jahre in Arzberg und gründete dort eine Bergschule. Eine Gedenktafel in der Humboldtstraße ist ein Baudenkmal.

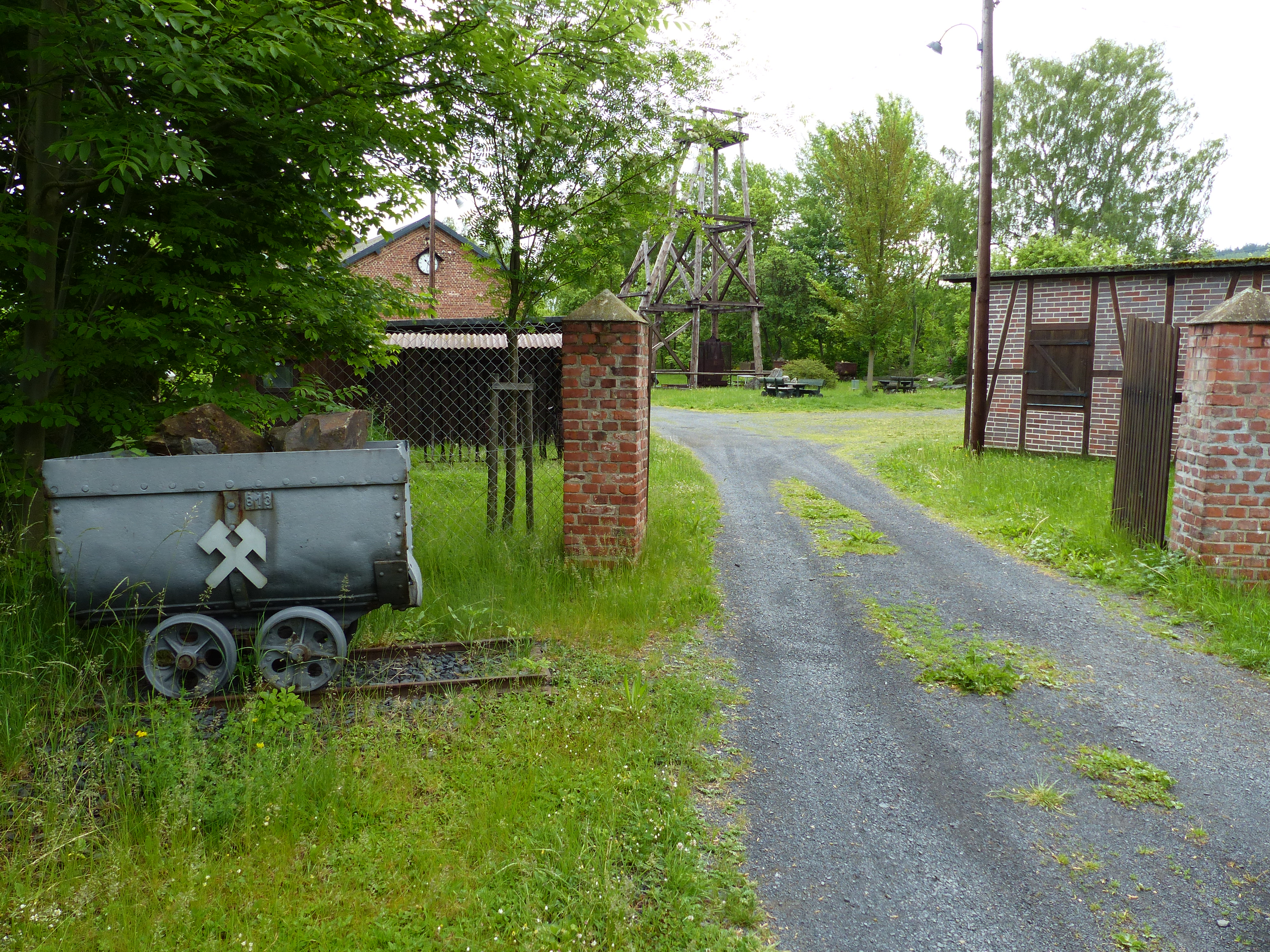
Eingangsbereich
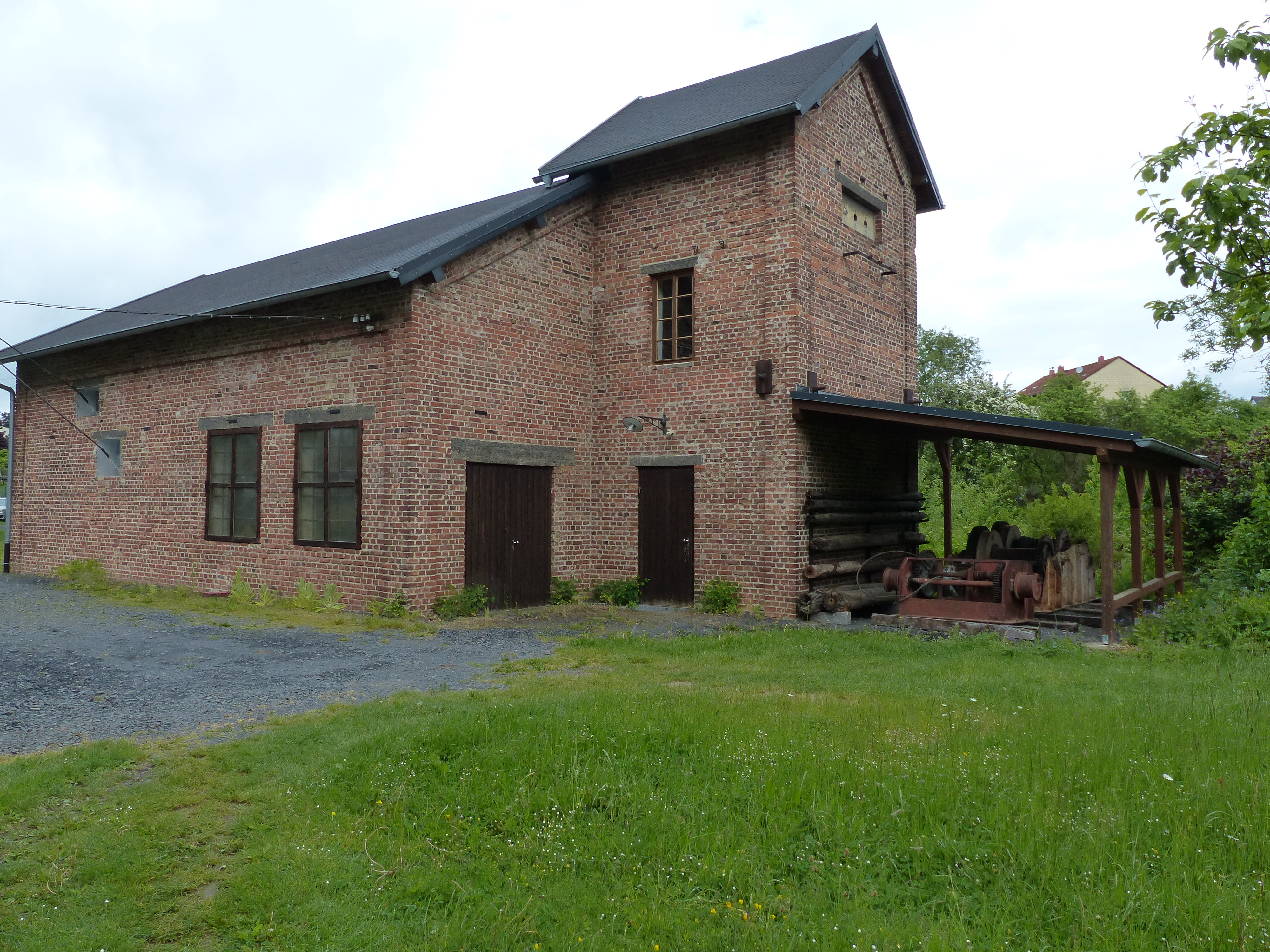
Hauptgebäude mit Ausstellung
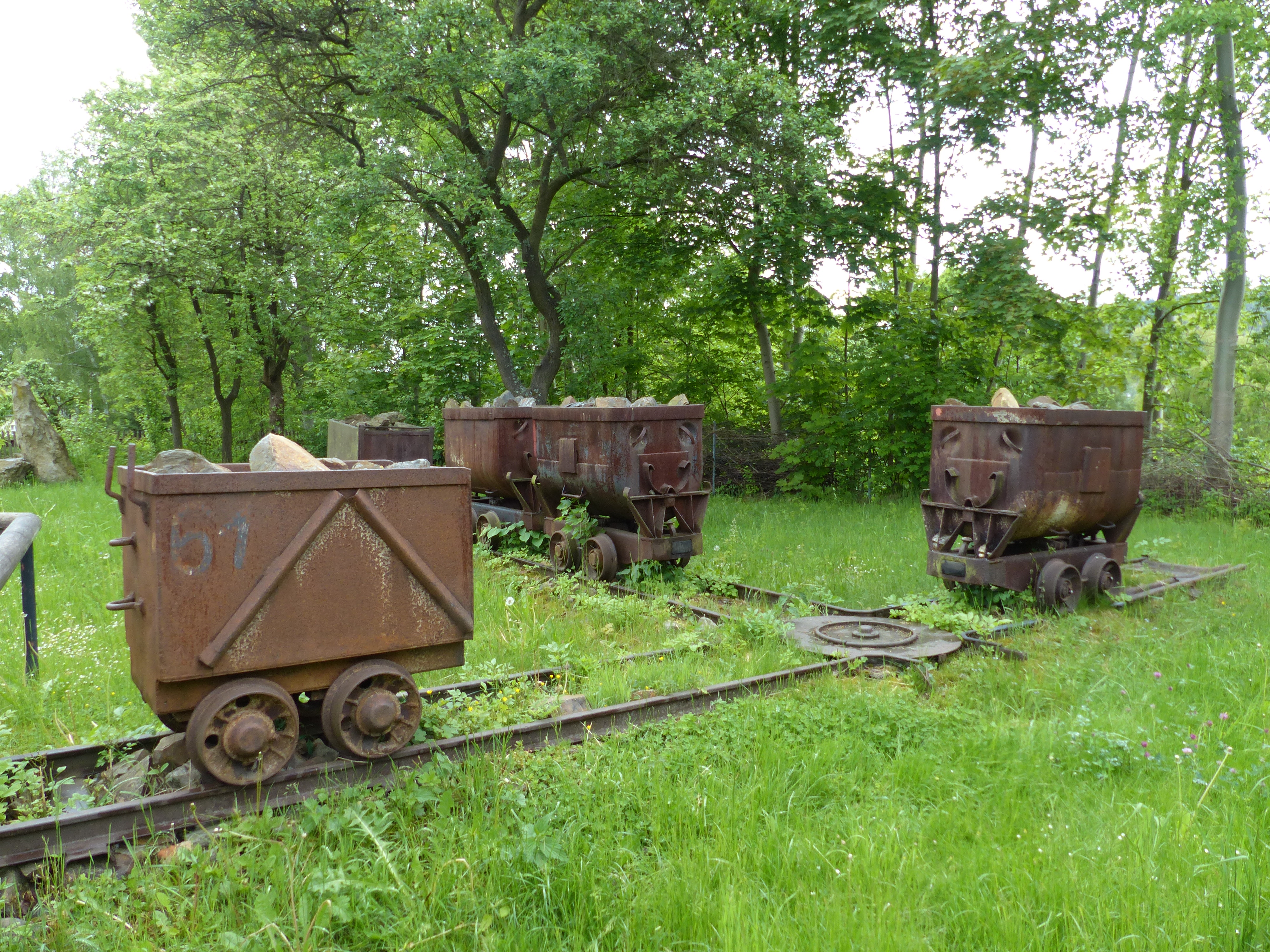
Hunte auf dem Außengelände